# Chlorops quadrilineata
Chlorops quadrilineata är en tvåvingeart som beskrevs av Meijere 1910. Chlorops quadrilineata ingår i släktet Chlorops och familjen fritflugor. Inga underarter finns listade i Catalogue of Life.